# Marco Asensio
Marco Asensio Willemsen (Palma di Maiorca, 21 gennaio 1996) è un calciatore spagnolo, centrocampista o attaccante del Paris Saint-Germain.
Durante la sua carriera ha vinto tre campionati spagnoli (2017 e 2020 e 2022), tre supercoppe spagnole (2017, 2020, 2022), tre Champions League (2017, 2018, 2022), tre Supercoppe UEFA (2016, 2017 e 2022) e quattro Mondiali per club (2016, 2017, 2018 e 2022).

## Biografia
È nato a Palma di Maiorca da padre spagnolo e madre olandese. Dopo aver sposato Sandra Garal i due nel 2024 annunciano il loro divorzio.

## Caratteristiche tecniche
Mancino, può ricoprire i ruoli ala e trequartista, nelle sue capacità di tiro possiede potenza e precisione, quando calcia riesce a inquadrare la porta anche tirando da fuori area, la sua freddezza nella conclusione unita alle sue capacità di posizionamento gli consentono di insaccare la rete pure calciando di prima intenzione, tra l'altro è anche capace di correre ben spedito fino al punto in cui ha maggiori probabilità di realizzazione nel tiro. Asensio è abile pure nei calci di punizione.
La sua carriera, nonostante si sia comunque sempre espresso ad alti livelli, ha subito un parziale rallentamento dati diversi infortuni, in particolare alle ginocchia

## Carriera

### Club

#### Maiorca e Espanyol
Cresce nel vivaio del Maiorca, squadra della sua città natale. Nell’annata d'esordio tra i professionisti, stagione 2013-2014, disputa 20 partite e segna il suo primo gol contro il Tenerife. Il 5 dicembre 2014 il Real Madrid ne ufficializza l'acquisto per 3,5 milioni di euro; contestualmente, Asensio rimane in prestito al club di Segunda División fino al termine della stagione 2014-2015, nella quale colleziona 36 presenze e 6 reti.
Arrivato a Madrid a soli 19 anni, mette subito in difficoltà l'allenatore Rafael Benítez, che passa in pochi giorni dall'idea di farlo allenare con la squadra B alla possibilità di tenerlo in rosa con i titolari per tutta la stagione: dopo aver disputato tutto il precampionato con i blancos, a fine mercato Asensio passa in prestito annuale all'Espanyol, con cui esordisce in Liga il 19 settembre contro la Real Sociedad. Nel 4-2-3-1 dell'Espanyol è in grado di ricoprire tutti e tre i ruoli dietro alla punta; resta un punto di riferimento della squadra anche dopo il cambio di allenatore a metà stagione e termina il campionato con 34 presenze e 4 gol all'attivo: l'Espanyol si salva e Asensio vince il premio di giocatore rivelazione della Liga.

#### Real Madrid

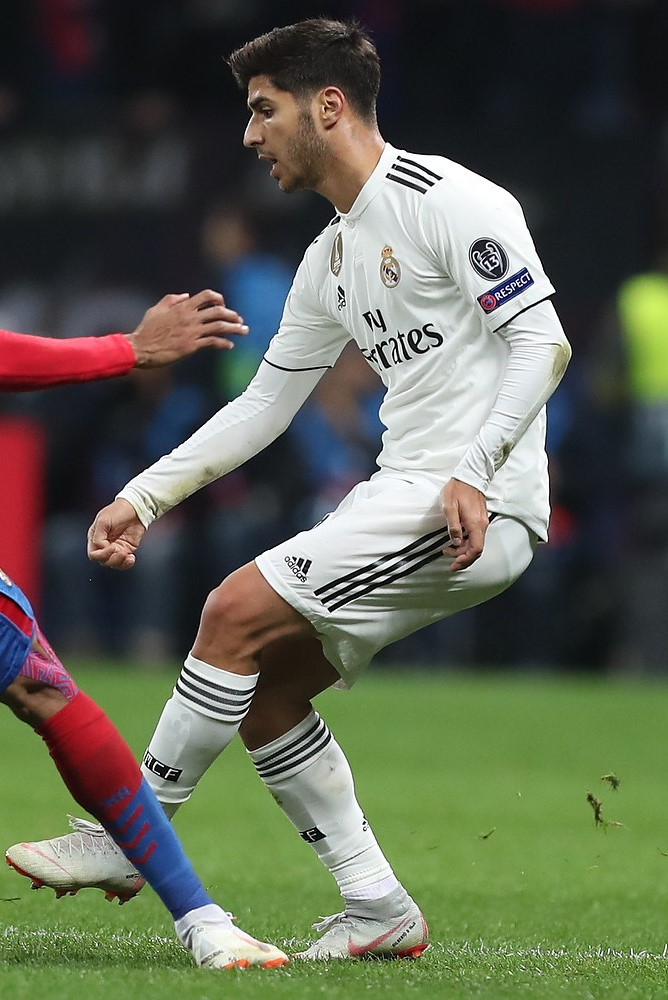
Asensio con la maglia del Real Madrid nella stagione 2018/19.

Nella stagione 2016-2017 torna al Real Madrid, svolgendo la preparazione estiva con l’allenatore Zinédine Zidane, che il 9 agosto 2016 lo schiera titolare - suo esordio ufficiale con la maglia del Real - nella Supercoppa UEFA disputatasi a Trondheim contro il Siviglia: Asensio ripaga la fiducia del tecnico aprendo le marcature con un tiro da fuori area all’incrocio dei pali e alla fine i madrileni vincono la partita 3-2 dopo i tempi supplementari. Con il Real riesce a segnare ad ogni esordio in una competizione ufficiale: anche in Liga, in Champions League e in Coppa del Re. Il 18 dicembre vince la Coppa del mondo per club FIFA pur non disputando alcuna partita nella competizione. A fine stagione si aggiudica sia il campionato che la Champions League, segnando il quarto gol della sua squadra nella vittoriosa finale contro la Juventus.
Inizia la nuova stagione subentrando nel corso della partita vinta 2-1 contro il Manchester United e valida per la Supercoppa UEFA 2017. Gioca anche gli ultimi minuti dell'andata di Supercoppa di Spagna contro il Barcellona al Camp Nou riuscendo a segnare il definitivo 3-1 al 90'. Si ripete anche al ritorno aprendo le marcature del Clásico giocato al Bernabéu e terminato 2-0 per i Blancos. Nel corso dell'annata conquista nuovamente la Champions League, sconfiggendo in finale il Liverpool.
Un infortunio, patito nel corso di un'amichevole estiva, compromette buona parte della stagione 2019-20. La temporanea sospensione di tutte le competizioni calcistiche, dovuta all'epidemia di Covid-19, gli permette di ritornare in campo in tempo per disputare le ultime partite stagionali. Realizza la sua prima presenza in campionato il 18 giugno 2020 contro il Valencia, siglando un gol. Il 28 maggio 2022 conquista la sua terza Champions League, superando ancora una volta il Liverpool in finale, anche se non viene schierato nell'atto conclusivo della competizione.
Il 3 giugno 2023 viene annunciato che non avrebbe rinnovato il suo contratto in scadenza, liberandosi a parametro zero.

#### Paris Saint-Germain
Il 6 luglio 2023 si trasferisce al Paris Saint-Germain. Il 12 agosto esordisce con i parigini nella partita casalinga contro il Lorient, pareggiata per 0-0. Il 26 agosto segna la sua prima rete, nel successo per 3-1 sul Lens. La sua stagione nel club parigino non riesce particolarmente ad essere brillante anche a causa di un infortunio al piede accorsogli a metà settembre che gli condiziona la stagione. A fine stagione conquista la Ligue 1, oltre che la Supercoppa di Francia. 

#### Aston Villa
Con gli spazi sempre più ridotti al Paris Saint Germain, Asensio il 3 febbraio 2025 si trasferisce in prestito fino a fine stagione all'Aston Villa L'esordio in Premier League avviene il 15 febbraio 2025 nella gara casalinga contro l'Ipswich Town, pareggiata per 1-1. Il 22 febbraio segna le prime reti con i Villans, siglando una doppietta nel successo per 2-1 contro il Chelsea, entrambe su assist di Marcus Rashford. Si ripete sei giorni dopo siglando entrambe le reti del successo per 2-0 sul Cardiff City nel quinto turno di FA Cup. Chiude il campionato al sesto posto, qualificandosi per l'Europa League, mentre in Champions League il cammino si conclude ai quarti di finale, dove è eliminato proprio dal Paris Saint Germain.

### Nazionale
Prende parte all'Europeo Under-19 2015 in Grecia con la nazionale spagnola, risultando decisivo per la vittoria finale delle “Furie Rosse”, con una doppietta in semifinale contro la Francia e due assist in finale contro la Russia. Al termine della competizione viene eletto miglior giocatore del torneo.
Nel 2015 esordisce in Under-21. Viene poi convocato per l'Europeo Under-21 2017 in Polonia e nella partita d'esordio realizza una tripletta contro la Macedonia.
Il 29 maggio 2016 debutta in nazionale maggiore in un'amichevole contro la Bosnia-Erzegovina, vinta 3-1. Il 21 maggio 2018 viene incluso dal commissario tecnico della Spagna Lopetegui nella lista dei convocati per il Mondiale di Russia 2018, che per la nazionale spagnola si conclude allo stadio degli ottavi di finale, nei quali viene sconfitta ai rigori dai padroni di casa della Russia. Nel corso della manifestazione scende in campo in tre occasioni, due da subentrante e una da titolare.
L'11 settembre 2018, nella partita finita 6-0 a favore degli spagnoli contro la Croazia, realizza il suo primo gol con la nazionale spagnola..
Con la Nazionale olimpica partecipa ai Giochi di Tokyo, durante la partita contro l'Australia Asensio fornisce il cross tramite il quale Mikel Oyarzabal segna la rete del 1-0 vincendo, con lo stesso risultato si conclude la semifinale vinta contro il Giappone dove Asensio al minuto 115 segna il gol decisivo, ottiene la medaglia d'argento dato che alla finale la Spagna perde per 2-1 contro il Brasile.
Viene convocato nel mondiale Qatar 2022, segna una sola rete, nella goleada contro la Costa Rica dove la nazionale spagnola si impone per 7-0.

## Statistiche

### Presenze e reti nei club
Statistiche aggiornate al 2 aprile 2025.
| Stagione                   | Squadra                    | Campionato                 | Campionato | Campionato | Coppe nazionali | Coppe nazionali | Coppe nazionali | Coppe continentali | Coppe continentali | Coppe continentali | Altre coppe | Altre coppe | Altre coppe | Totale | Totale |
| Stagione                   | Squadra                    | Comp                       | Pres       | Reti       | Comp            | Pres            | Reti            | Comp               | Pres               | Reti               | Comp        | Pres        | Reti        | Pres   | Reti   |
| -------------------------- | -------------------------- | -------------------------- | ---------- | ---------- | --------------- | --------------- | --------------- | ------------------ | ------------------ | ------------------ | ----------- | ----------- | ----------- | ------ | ------ |
| 2013-2014                  | Maiorca                    | SD                         | 20         | 1          | CR              | 0               | 0               | -                  | -                  | -                  | -           | -           | -           | 20     | 1      |
| 2014-2015                  | Maiorca                    | SD                         | 36         | 6          | CR              | 0               | 0               | -                  | -                  | -                  | -           | -           | -           | 36     | 6      |
| Totale Maiorca             | Totale Maiorca             | Totale Maiorca             | 56         | 7          |                 | 0               | 0               |                    | -                  | -                  |             | -           | -           | 56     | 7      |
| 2015-2016                  | Espanyol                   | PD                         | 34         | 4          | CR              | 3               | 0               | -                  | -                  | -                  | -           | -           | -           | 37     | 4      |
| 2016-2017                  | Real Madrid                | PD                         | 23         | 3          | CR              | 6               | 3               | UCL                | 8                  | 3                  | SU+Cmc      | 1+0         | 1           | 38     | 10     |
| 2017-2018                  | Real Madrid                | PD                         | 32         | 6          | CR              | 5               | 2               | UCL                | 12                 | 1                  | SS+SU+Cmc   | 2+1+1       | 2+0+0       | 53     | 11     |
| 2018-2019                  | Real Madrid                | PD                         | 30         | 1          | CR              | 5               | 3               | UCL                | 7                  | 2                  | SU+Cmc      | 1+1         | 0           | 44     | 6      |
| 2019-2020                  | Real Madrid                | PD                         | 9          | 3          | CR              | 0               | 0               | UCL                | 1                  | 0                  | SS          | -           | -           | 10     | 3      |
| 2020-2021                  | Real Madrid                | PD                         | 35         | 5          | CR              | 1               | 0               | UCL                | 11                 | 2                  | SS          | 1           | 0           | 48     | 7      |
| 2021-2022                  | Real Madrid                | PD                         | 31         | 10         | CR              | 2               | 1               | UCL                | 8                  | 1                  | SS          | 1           | 0           | 42     | 12     |
| 2022-2023                  | Real Madrid                | PD                         | 31         | 9          | CR              | 5               | 0               | UCL                | 12                 | 3                  | SS+SU+Cmc   | 2+0+1       | 0           | 51     | 12     |
| Totale Real Madrid         | Totale Real Madrid         | Totale Real Madrid         | 191        | 37         |                 | 24              | 9               |                    | 59                 | 12                 |             | 12          | 3           | 286    | 61     |
| 2023-2024                  | Paris Saint-Germain        | L1                         | 19         | 4          | CF              | 5               | 1               | UCL                | 6                  | 0                  | SF          | 1           | 0           | 31     | 5      |
| 2024-gen. 2025             | Paris Saint-Germain        | L1                         | 12         | 2          | CF              | 0               | 0               | UCL                | 4                  | 0                  | SF+Cmc      | 0           | 0           | 16     | 2      |
| Totale Paris Saint-Germain | Totale Paris Saint-Germain | Totale Paris Saint-Germain | 31         | 6          |                 | 5               | 1               |                    | 10                 | 0                  |             | 1           | 0           | 47     | 7      |
| gen.-giu. 2025             | Aston Villa                | PL                         | 5          | 3          | FACup+CdL       | 3+0             | 2               | UCL                | 2                  | 3                  | -           | -           | -           | 12     | 6      |
| Totale carriera            | Totale carriera            | Totale carriera            | 317        | 57         |                 | 35              | 12              |                    | 71                 | 15                 |             | 13          | 3           | 436    | 87     |

### Cronologia presenze e reti in nazionale
| Cronologia completa delle presenze e delle reti in nazionale ― Spagna | Cronologia completa delle presenze e delle reti in nazionale ― Spagna | Cronologia completa delle presenze e delle reti in nazionale ― Spagna | Cronologia completa delle presenze e delle reti in nazionale ― Spagna | Cronologia completa delle presenze e delle reti in nazionale ― Spagna | Cronologia completa delle presenze e delle reti in nazionale ― Spagna | Cronologia completa delle presenze e delle reti in nazionale ― Spagna | Cronologia completa delle presenze e delle reti in nazionale ― Spagna |
| Data                                                                  | Città                                                                 | In casa                                                               | Risultato                                                             | Ospiti                                                                | Competizione                                                          | Reti                                                                  | Note                                                                  |
| --------------------------------------------------------------------- | --------------------------------------------------------------------- | --------------------------------------------------------------------- | --------------------------------------------------------------------- | --------------------------------------------------------------------- | --------------------------------------------------------------------- | --------------------------------------------------------------------- | --------------------------------------------------------------------- |
| 29-5-2016                                                             | San Gallo                                                             | Spagna                                                                | 3 – 1                                                                 | Bosnia ed Erzegovina                                                  | Amichevole                                                            | -                                                                     | 60’                                                                   |
| 5-9-2016                                                              | León                                                                  | Spagna                                                                | 8 – 0                                                                 | Liechtenstein                                                         | Qual. Mondiali 2018                                                   | -                                                                     | 80’                                                                   |
| 7-6-2017                                                              | Murcia                                                                | Spagna                                                                | 2 – 2                                                                 | Colombia                                                              | Amichevole                                                            | -                                                                     | 46’                                                                   |
| 2-9-2017                                                              | Madrid                                                                | Spagna                                                                | 3 – 0                                                                 | Italia                                                                | Qual. Mondiali 2018                                                   | -                                                                     | 78’                                                                   |
| 6-10-2017                                                             | Alicante                                                              | Spagna                                                                | 3 – 0                                                                 | Albania                                                               | Qual. Mondiali 2018                                                   | -                                                                     | 74’                                                                   |
| 9-10-2017                                                             | Gerusalemme                                                           | Israele                                                               | 0 – 1                                                                 | Spagna                                                                | Qual. Mondiali 2018                                                   | -                                                                     |                                                                       |
| 11-11-2017                                                            | Malaga                                                                | Spagna                                                                | 5 – 0                                                                 | Costa Rica                                                            | Amichevole                                                            | -                                                                     | 65’                                                                   |
| 14-11-2017                                                            | San Pietroburgo                                                       | Russia                                                                | 3 – 3                                                                 | Spagna                                                                | Amichevole                                                            | -                                                                     |                                                                       |
| 23-3-2018                                                             | Düsseldorf                                                            | Germania                                                              | 1 – 1                                                                 | Spagna                                                                | Amichevole                                                            | -                                                                     | 59’                                                                   |
| 27-3-2018                                                             | Madrid                                                                | Spagna                                                                | 6 – 1                                                                 | Argentina                                                             | Amichevole                                                            | -                                                                     |                                                                       |
| 3-6-2018                                                              | Vila-real                                                             | Spagna                                                                | 1 – 1                                                                 | Svizzera                                                              | Amichevole                                                            | -                                                                     | 60’                                                                   |
| 9-6-2018                                                              | Krasnodar                                                             | Tunisia                                                               | 0 – 1                                                                 | Spagna                                                                | Amichevole                                                            | -                                                                     | 60’                                                                   |
| 20-6-2018                                                             | Kazan'                                                                | Iran                                                                  | 0 – 1                                                                 | Spagna                                                                | Mondiali 2018 - 1º turno                                              | -                                                                     | 80’                                                                   |
| 25-6-2018                                                             | Kaliningrad                                                           | Spagna                                                                | 2 – 2                                                                 | Marocco                                                               | Mondiali 2018 - 1º turno                                              | -                                                                     | 74’                                                                   |
| 1-7-2018                                                              | Mosca                                                                 | Spagna                                                                | 1 – 1 dts (3-4 dtr)                                                   | Russia                                                                | Mondiali 2018 - Ottavi di finale                                      | -                                                                     | 104’                                                                  |
| 8-9-2018                                                              | Londra                                                                | Inghilterra                                                           | 1 – 2                                                                 | Spagna                                                                | UEFA Nations League 2018-2019 - 1º turno                              | -                                                                     | 68’                                                                   |
| 11-9-2018                                                             | Elche                                                                 | Spagna                                                                | 6 – 0                                                                 | Croazia                                                               | UEFA Nations League 2018-2019 - 1º turno                              | 1                                                                     |                                                                       |
| 15-10-2018                                                            | Siviglia                                                              | Spagna                                                                | 2 – 3                                                                 | Inghilterra                                                           | UEFA Nations League 2018-2019 - 1º turno                              | -                                                                     |                                                                       |
| 15-11-2018                                                            | Zagabria                                                              | Croazia                                                               | 3 – 2                                                                 | Spagna                                                                | UEFA Nations League 2018-2019 - 1º turno                              | -                                                                     | 61’                                                                   |
| 18-11-2018                                                            | Las Palmas                                                            | Spagna                                                                | 1 – 0                                                                 | Bosnia ed Erzegovina                                                  | Amichevole                                                            | -                                                                     |                                                                       |
| 23-3-2019                                                             | Valencia                                                              | Spagna                                                                | 2 – 1                                                                 | Norvegia                                                              | Qual. Euro 2020                                                       | -                                                                     |                                                                       |
| 26-3-2019                                                             | Ta' Qali                                                              | Malta                                                                 | 0 – 2                                                                 | Spagna                                                                | Qual. Euro 2020                                                       | -                                                                     |                                                                       |
| 7-6-2019                                                              | Tórshavn                                                              | Fær Øer                                                               | 1 – 4                                                                 | Spagna                                                                | Qual. Euro 2020                                                       | -                                                                     | 56’                                                                   |
| 10-6-2019                                                             | Madrid                                                                | Spagna                                                                | 3 – 0                                                                 | Svezia                                                                | Qual. Euro 2020                                                       | -                                                                     | 64’                                                                   |
| 11-11-2020                                                            | Amsterdam                                                             | Paesi Bassi                                                           | 1 – 1                                                                 | Spagna                                                                | Amichevole                                                            | -                                                                     | 62’                                                                   |
| 17-11-2020                                                            | Siviglia                                                              | Spagna                                                                | 6 – 0                                                                 | Germania                                                              | UEFA Nations League 2020-2021 - 1º turno                              | -                                                                     | 73’                                                                   |
| 5-6-2022                                                              | Praga                                                                 | Rep. Ceca                                                             | 2 – 2                                                                 | Spagna                                                                | UEFA Nations League 2022-2023 - 1º turno                              | -                                                                     | 61’                                                                   |
| 9-6-2022                                                              | Lancy                                                                 | Svizzera                                                              | 0 – 1                                                                 | Spagna                                                                | UEFA Nations League 2022-2023 - 1º turno                              | -                                                                     | 73’                                                                   |
| 12-6-2022                                                             | Malaga                                                                | Spagna                                                                | 2 – 0                                                                 | Rep. Ceca                                                             | UEFA Nations League 2022-2023 - 1º turno                              | -                                                                     | 72’                                                                   |
| 24-9-2022                                                             | Saragozza                                                             | Spagna                                                                | 1 – 2                                                                 | Svizzera                                                              | UEFA Nations League 2022-2023 - 1º turno                              | -                                                                     | 63’                                                                   |
| 17-11-2022                                                            | Amman                                                                 | Giordania                                                             | 1 – 3                                                                 | Spagna                                                                | Amichevole                                                            | -                                                                     |                                                                       |
| 23-11-2022                                                            | Doha                                                                  | Spagna                                                                | 7 – 0                                                                 | Costa Rica                                                            | Mondiali 2022 - 1º turno                                              | 1                                                                     | 69’                                                                   |
| 27-11-2022                                                            | Al Khor                                                               | Spagna                                                                | 1 – 1                                                                 | Germania                                                              | Mondiali 2022 - 1º turno                                              | -                                                                     | 66’                                                                   |
| 1-12-2022                                                             | Al Rayyan                                                             | Giappone                                                              | 2 – 1                                                                 | Spagna                                                                | Mondiali 2022 - 1º turno                                              | -                                                                     | 57’                                                                   |
| 6-12-2022                                                             | Al Rayyan                                                             | Marocco                                                               | 0 – 0 dts (3 – 0 dtr)                                                 | Spagna                                                                | Mondiali 2022 - Ottavi di finale                                      | -                                                                     | 63’                                                                   |
| 15-6-2023                                                             | Enschede                                                              | Spagna                                                                | 2 – 1                                                                 | Italia                                                                | UEFA Nations League 2022-2023 - Semifinale                            | -                                                                     | 46’                                                                   |
| 18-6-2023                                                             | Rotterdam                                                             | Croazia                                                               | 0 – 0 dts (4 – 5 dtr)                                                 | Spagna                                                                | UEFA Nations League 2022-2023 - Finale                                | -                                                                     |                                                                       |
| 8-9-2023                                                              | Tbilisi                                                               | Georgia                                                               | 1 – 7                                                                 | Spagna                                                                | Qual. Euro 2024                                                       | -                                                                     | 44’                                                                   |
| Totale                                                                |                                                                       | Presenze                                                              | 38                                                                    |                                                                       | Reti                                                                  | 2                                                                     |                                                                       |

## Palmarès

### Club

#### Competizioni nazionali
- Campionato spagnolo: 3

Real Madrid: 2016-2017, 2019-2020, 2021-2022
- Coppa di Spagna: 1

Real Madrid: 2022-2023
- Supercoppa di Spagna: 3

Real Madrid: 2017, 2020, 2022
- Campionato francese: 1

Paris Saint-Germain: 2023-2024
- Coppa di Francia: 1

Paris Saint-Germain: 2023-2024
- Supercoppa francese: 2

Paris Saint-Germain: 2023, 2024

#### Competizioni internazionali
- UEFA Champions League: 3

Real Madrid: 2016-2017, 2017-2018, 2021-2022
- Supercoppa UEFA: 3

Real Madrid: 2016, 2017, 2022
- Coppa del mondo per club: 4

Real Madrid: 2016, 2017, 2018, 2022

### Nazionale

#### Competizioni giovanili e olimpiche
- Campionato d'Europa Under-19: 1

2015
- Argento olimpico: 1

Tokyo 2020

#### Competizioni maggiori
- UEFA Nations League: 1

2022-2023

### Individuale
- Golden Player dell'Europeo Under-19: 1

2015
- Selezione UEFA dell'Europeo Under-21: 1

2017